# Naniwa kin'yūdō
Naniwa kin'yūdō (ナニワ金融道) est un manga de Yūji Aoki. Il a été prépublié entre 1990 et 1997 dans le magazine Morning et a été compilé en dix-neuf tomes par l'éditeur Kōdansha. 
La série a reçu le prix du manga de son éditeur dans la catégorie Général (seinen) en 1992, et le Prix de l'excellence au Prix culturel Osamu Tezuka en 1998.

## Présentation
Naniwa, c’est l’ancien nom d'Ōsaka. Kin'yū, c’est la circulation monétaire, les prêts et les remboursements au sens large, et dō, c’est la voie, au sens ici de choix professionnel, d’apprentissage d’un art.
Naniwa kin'yūdō est donc un manga dont l’histoire se déroule à Ōsaka, dans le milieu des sarakin (サラ金), qui sont des entreprises un peu louches, pratiquant des prêts à taux usuraires, et des recouvrements de créances parfois musclés. Plus ou moins liés à la pègre, n’importe quel commerçant d’Ōsaka vous dira qu’il vaut mieux éviter de leur emprunter l’argent, car il peut être particulièrement difficile de les rembourser.
Haibara Yonosuke est sans arrêt sollicité par son patron, pourtant déjà criblé de dettes, pour aller emprunter de l’argent en son nom chez un sarakin. Et quand un beau jour celui-ci prend la fuite en emportant la caisse, Haibara se retrouve au chômage, et avec des quantités de dettes avec lesquelles il n’a pas grand-chose à voir. Mais il n’est pas sans ressources, et après quelques surprises, il va peu à peu faire son chemin dans le monde haut en couleur des sarakin…

## Analyse
Ce manga très populaire au Japon (il a d’ailleurs été adapté en drama pour la Fuji Television) risque fort de ne jamais être traduit en français. La première raison est l’emploi plus que systématique d’un kansai-ben très marqué, et difficilement traduisible. La seconde est tout simplement le contexte très particulier dans lequel se déroule l’histoire, complexe à appréhender si l'on n’a jamais mis les pieds au Japon[réf. nécessaire].

## Distinctions
Le manga remporte le « prix de l'excellence » du Prix culturel Osamu Tezuka en 1998.